# ورم مسخي
ورم مسخي أو تراتومة (بالإنجليزية: Teratoma)‏ هو ورم يتكون من عدة أنواع مختلفة من الأنسجة، مثل الشعر، والعضلات، والعظام. وعادة ما يتكون في المبيض، أو الخصيتين، أو عظام العجز والعصعص، ويكون أقل شيوعا في مناطق أخرى. قد تكون الأعراض بسيطة إذا كان الورم صغيرا. وقد يظهر الورم المسخي في الخصية في شكل كتلة غير مؤلمة. وتشمل المضاعفات: لي المبيض، أو انفتال الخصية، أو الاستسقاء الجنيني.
الأورام المسخية هي نوع من ورم الخلايا الجرثومية (ورم يبدأ في الخلايا التي تعطي الحيوانات المنوية أو البويضات). وهي مقسمة إلى نوعين: أورام ناضجة وغير ناضجة. وتشمل الأورام المسخية الناضجة الكيسة الجلدانية، وهي عادة حميدة. بينما تكون الأورام غير الناضجة سرطانا. معظم تراتومة المبيض ناضجة. وفي البالغين، تكون تراتومة الخصية عموما سرطانية. ويستند التشخيص النهائي على خزعة الأنسجة.
يكون علاج تراتومة العجز والعصعص، والخصية، والمبيض عن طريق الجراحة عموما. كما يتم علاج تراتومة الخصية وتراتومة المبيض غير الناضجة في كثير من الأحيان بالعلاج الكيميائي.
تحدث تراتومة العجز والعصعص في حوالي 1 في كل 30,000 حديثي ولادة؛ مما يجعله الورم الأكثر شيوعا في هذه الفئة العمرية. وتصاب به الإناث أكثر من الذكور. وتمثل تراتومة المبيض حوالي ربع أورام المبيض، وعادة ما يُلاحَظ خلال منتصف العمر. بينما تمثل تراتومة الخصية نصف سرطانات الخصية تقريبا. ويمكن أن تحدث في كل من الأطفال والبالغين. يأتي المصطلح من الكلمات اليونانية التي تعني «وحش» و«ورم».

## العلامات والأعراض
يمكن العثور على الأورام المسخية في الرضع والأطفال والبالغين. وغالبا ما توجد الأورام المسخية ذات الأصل الجنيني في الرضع عند الولادة، وفي الأطفال الصغار، وفي الأجنة منذ ظهور التصوير بالموجات فوق الصوتية.
تراتومة الأجنة الأكثر شيوعا هي الترتومة العجزية العصعصية (النوع الأول والثاني والثالث) وورم الرقبة المسخي. وبسبب بروز التراتومة من جسم الجنين في السائل السلوي المحيط به، فمن الممكن رؤيتها خلال الفحوصات بالموجات فوق الصوتية الروتينية قبل الولادة. بينما من الصعب رؤية التراتومة الموجودة داخل جسم الجنين بالموجات فوق الصوتية. لذلك، فإن التصوير بالرنين المغناطيسي لرحم الحوامل هو الأفضل في هذه الحالة.

### المضاعفات
لا تكون الأورام المسخية خطرة على الجنين ما لم يكن هناك إما تأثير لكتلة الورم أو تدفق كمية كبيرة من الدم خلال الورم (المعروف باسم سرقة الأوعية الدموية). يتكون تأثير الكتلة في كثير من الأحيان من عرقلة المرور الطبيعي للسوائل من الأجهزة المحيطة به. وقد تسبب سرقة الأوعية الدموية ضغطا على القلب المتنامي للجنين؛ مما قد يؤدى إلى فشل القلب، وبالتالي يجب رصد ذلك من خلال تخطيط صدى القلب الجنيني.
يمكن أن يسبب الورم المسخي مرض مناعي ذاتي يسمى التهاب الدماغ بسبب مضادات مستقبل ن-مثيل-د-أسبارتات. بعد الجراحة، يكون هناك خطر إعادة نمو الورم في نفس المكان أو في الأعضاء المجاورة.

## الأنواع

### ورم مسخي ناضج

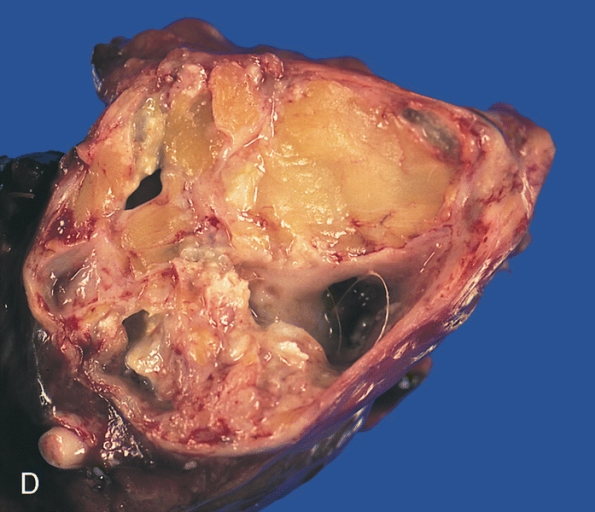
ورم مسخي ناضج في المنصف. وتكشف شريحة أفقية من الورم المستأصل عن أنسجة ليفية، ومناطق متكلسة، وعدد قليل من الفراغات الكيسية المبطنة بغشاء ناعم ووالتي تحتوي على شعر. في الزاوية السفلى اليسرى، القصبة الهوائية الخامسة المعنية واضحة.

الورم المسخي الناضج هو ورم في المرحلة 0. وتكون التراتومة الناضجة متغيرة للغاية في الشكل والنسيج، حيث يمكن أن تكون صلبة، أو كيسية، أو مزيج بينهما. وغالبا ما يحتوي الورم المسخي الناضج على عدة أنواع مختلفة من الأنسجة، مثل الجلد والعضلات والعظام. وقد يحيط الجلد بكيسة ينمو فيها شعر غزير كما في الكيسة الجلدانية. وتكون التراتومة الناضجة عموما حميدة. والأنواع الخبيثة منها تكون متميزة.

#### كيسة جلدانية

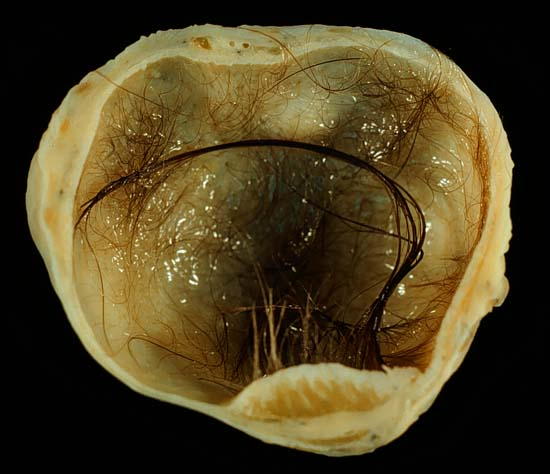
كيسة جلدانية صغيرة (4سم) في المبيض تم اكتشافها أثناء عملية قيصرية

الكيسة الجلدانية هي ورم مسخي كيسي ناضج يحتوي على شعر (يكون غزير جدا في بعض الأحيان)، وغيرها من الهياكل المميزة للجلد الطبيعي، والأنسجة الأخرى المستمدة من الأديم الظاهر. ويستخدم المصطلح في معظم الأحيان مع الورم مسخي الموجود على درز الجمجمة وفي المبايض في الإناث.

### جنين داخل جنين والورم المسخي جنيني الشكل
الجنين داخل الجنين والورم المسخي جنيني الشكل هي أشكال نادرة من الأورام المسخية الناضجة التي تشمل واحد أو أكثر من مكونات تشبه الجنين المشوه. وقد يحتوي كلا النموذجين أو يبدو أنها تحتوي على أعضاء كاملة، أو حتى أجزاء رئيسية من الجسم، مثل الجذع أو الأطراف. ويختلف الجنين داخل الجنين عن التراتومة الشبيهه بالجنين في وجود عمود فقري واضح وتطابق على الجانبين.
يتفق المعظم على أن التراتومة التي تشبه الجنين هي تراتومة ناضجة ومتطورة للغاية. بينما التاريخ الطبيعي للجنين داخل الجنين مثير للجدل. كما أن الإبلاغ عن الورم المسخي جنيني الشكل في كثير من الأحيان يكون مع تراتومة المبيض (من قِبل أطباء أمراض النساء)، والجنين داخل الجنين يكون في كثير من الأحيان مع تراتومة خلف الصفاق (من قِبل أطباء الجراحة العامة). وغالبا ما يفسر الجنين داخل الجنين على أنه جنين ينمو داخل توأمه. وعلى هذا النحو، يعتبر هذا التفسير مضاعفة خاصة بالتوأمة، وواحد من عدة أنواع من التوائم تحت مصطلح التوائم الطفيلية. في هذا الصدد، تجدر الإشارة إلى أنه في كثير من الحالات يتم الإبلاغ عن جنين داخل جنين يحتل كيسة مليئة بالسوائل داخل ورم مسخي ناضج. وقد تم الإبلاغ عن حالات لكيسات داخل الأورام المسخية الناضجة تحتوي على أعضاء متطورة جزئيا تشمل أجزاء من القحف العصبي والعظم الطويل وقلب نابض بدائي.
بغض النظر عما إذا كان الجنين داخل الجنين والورم المسخي الجنيني الشكل كيان واحد أو اثنين، فأشكالهم متميزة عن الحمل المنتبذ، ولا يوجد خلط بينهما.

### سلعة مبيضية
السلعة المبيضية (بالإنجليزية: Struma ovarii) (وترجمتها حرفيا: دراق المبيض) هي شكل نادر من ورم مسخي ناضج يحتوي على أنسجة من الغدة الدرقية.

## فسيولوجيا المرض
تنتمي التراتومة إلى فئة من الأورام المعروفة باسم أورام الخلايا المنتشة غير منوية. وجميع الأورام من هذه الفئة هي نتيجة للتطور الغير طبيعي للخلايا متعددة القدرات والخلايا المنتشة والخلايا الجنينية. التراتومة جنينية المنشأ خلقية منذ الولادة. بينما التراتومة من أصل الخلية المنشة قد تكون أو لا تكون خلقية (وهذا غير معروف). ويبدوا أن هذا النوع من الخلايا متعددة القدرات غير مهم، بغض النظر عن تقييد الموقع للورم المسخي في الجسم.
تحدث التراتومة المشتقة من الخلايا المنتشة في الخصيتين في الرجال والمبيضين في النساء. بينما تحدث التراتومة المستمدة من الخلايا الجنينية عادة في خط الوسط بالجسم، مثل الدماغ وأي مكان آخر في الجمجمة، وفي الأنف، واللسان، وتحت اللسان، والرقبة، والمنصف، وخلف الصفاق، وعلى العصعص. وقد تحدث التراتومة أيضا في أماكن أخرى، مثل الأعضاء الصلبة (أبرزها القلب والكبد) وهي نادرة، وفي الأعضاء الجوفاء (مثل المعدة والمثانة)، ولكن الأكثر شيوعا على درز الجمجمة.
ونادرا ما تتكون أجزاء من الجسم أكثر تعقيدا، مثل الأسنان، والمادة الدماغية، والعيون، والجذع.

### فرضيات المنشأ
وفيما يتعلق بأصل الورم المسخي، توجد العديد من الفرضيات. ولا ينبغي الخلط بين هذه الفرضيات وبين فرضية أن الجنين داخل الجنين ليس ورما مسخيا على الإطلاق بل توأم طفيلي.

## تشخيص المرض

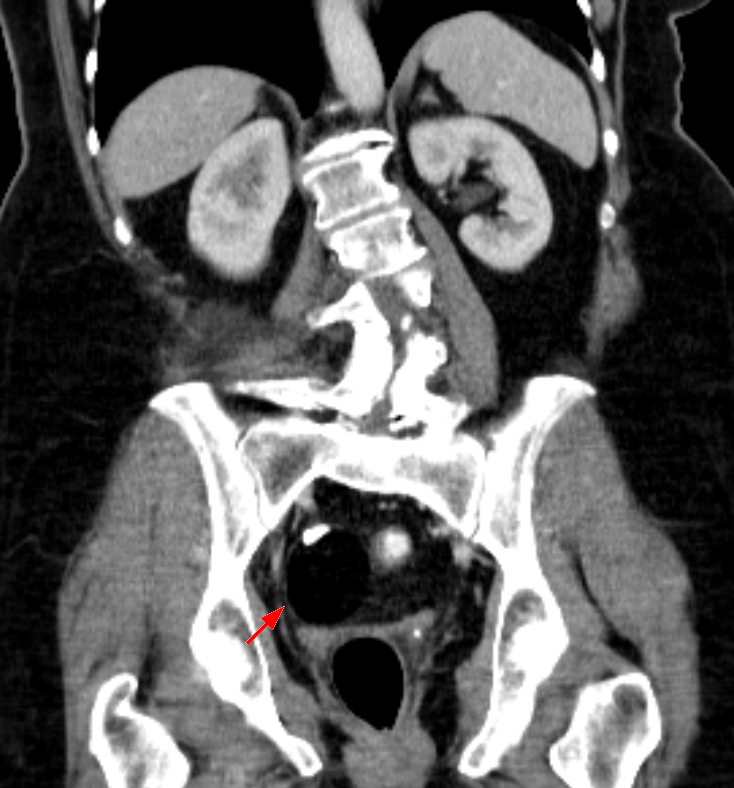
تصوير مقطعي يظهر ورم مسخي في المبيض: فيه تشكيل دهني بحدود ناعمة، مع جزء كثيف ربما أسنان.

يعتقد أن التراتومة تنشأ في الرحم، وبالتالي يمكن اعتبارها أورام خلقية. ولا يتم تشخيص العديد منها حتى وقت متأخر في مرحلة الطفولة أو في سن البلوغ. ومن المرجح أن يتم تشخيص الأورام الكبيرة في وقت مبكر. وكثيرا ما يتم الكشف عن الأورام المسخية العنقية والعجزية العصعصية عن طريق الموجات فوق الصوتية قبل الولادة. وقد تشمل طرق التشخيص الإضافية التصوير بالرنين المغناطيسي قبل الولادة. في حالات نادرة، يكون الورم كبيرا لدرجة أن الجنين قد يكون معطوبا أو يموت. في حالة التراتومة العجزية العصعصية الكبيرة، يتم توجيه جزء كبير من دم الجنين نحو الورم المسخي (وهي ظاهرة تسمى متلازمة السرقة)، مما يسبب فشل القلب، أو الاستسقاء الجنيني. ويكون هناك حاجة إلى الجراحة الجنينية في بعض الحالات.
بعد فترة حداثة الولادة، تعتمد أعراض الورم المسخي على موقعها وعضو المنشأ. فغالبا ما يصاحب تراتومة المبيض آلام في البطن أو الحوض ناجمة عن لي المبيض أو تهيج الأربطة. وتم اكتشاف حالة مؤخرا سببت فيها تراتومة المبيض التهاب في الدماغ مرتبط بأجسام مضادة ضد مستقبلات ن- ميثيل- د- الأسبارتات، وتم تحديده على أنه مضاعفات خطيرة للورم. وغالبا ما يعاني المرضى الذين يطورون مرض متعدد المراحل من الذهان، وعجز الذاكرة، ونوبات الصرع، حركات غير طبيعية وعدم استقرار التنفس. وتظهر تراتومة الخصية ككتلة محسوسة في الخصية. وغالبا ما تسبب تراتومة المنصف ضغط على الرئتين أو الشعب الهوائية، وقد تظهر مع ألم في الصدر و/ أو أعراض في الجهاز التنفسي.
تحتوي بعض الأورام المسخية على عناصر الكيس المحي، والتي تفرز ألفا فيتو بروتين. وقد يساعد الكشف عنه على تأكيد التشخيص، وغالبا ما يستخدم كعلامة لتكرار المرض أو فعالية العلاج، ولكن نادرا ما يكون طريقة التشخيص الأولي. (الكشف عن ألفا فيتو بروتين في مصل الأم، هو اختبار فحص مفيد للكشف عن بعض الحالات الأخرى في الأجنة، بما في ذلك متلازمة داون، وتشقق العمود الفقري، وعيوب جدار البطن مثل انشقاق البطن الخلقي.)

### التصنيف
بغض النظر عن موقعه في الجسم، يصنف الورم المسخي وفقا لنظام مراحل تطور مرض السرطان. وهو نظام يدل على ما إذا كان هناك حاجة للعلاج الكيميائي أو العلاج الإشعاعي بالإضافة إلى الجراحة. وعادة ما يصنف باستخدام نظام تدرج غونزاليز-كروسي:
- 0 أو ناضج (حميد).
- 1 أو غير ناضج، وربما حميد.
- 2 أو غير ناضج، وربما خبيث (سرطاني).
- 3 أو خبيث.

يصنف الورم المسخي أيضا حسب مضمونه: حيث يحتوي الورم المسخي الصلب على أنسجة فقط (بما في ذلك الهياكل الأكثر تعقيدا). بينما يحتوي الورم المسخي الكيسي على جيوب من السوائل أو شبه السوائل مثل السائل النخاعي، أو الزهم، أو الدهون. ويحتوي الورم المسخي المختلط على كل ما يحتويه الورم الصلب والكيسي. وعادة ما تكون التراتومة الكيسية في المرحلة 0، وعلى العكس، المرحلة 0 تكون ترتومة كيسية عادة.
التراتومة النقية في المرحلة 0 و1 و2 لديها القدرة على أن تصبح خبيثة (المرحلة 3)، بينما التراتومة النقية الخبيثة لديها القدرة على الانبثاث. هذه الأشكال النادرة من الورم المسخي ذو التحول الخبيث قد تحتوي على عناصر من خلايا خبيثة جسدية (غير جنسية)، مثل اللوكيميا، والسرطان أو الساركومة. وقد يحتوي الورم المسخي على عناصر من أورام الخلايا الجرثومية الأخرى، وفي هذه الحالة لا يكون الورم المسخي نقي بل ورم خلايا جرثومية مختلط وخبيث. وعادة ما تكون هذه العناصر هي ورم جيب الأديم الباطن في الرضع والأطفال الصغار، يليه المشيمة. وأخيرا، يمكن أن يكون الورم المسخي نقي وغير خبيث ولكن عدواني للغاية: وهذا يتجلى في متلازمة الورم المسخي المتنامي، الذي يقضي فيه العلاج الكيميائي على العناصر الخبيثة من الورم المختلط، تاركا الورم المسخي نقيا فيبدأ في النمو بسرعة كبيرة بشكل متناقض.

#### التحول السرطاني
قد يتحول الورم المسخي الناضج الحميد في المرحلة 0 إلى ورم خبيث. وتم الإبلاغ عن تكرار الأورام الجيبية الخبيثة في الأديم الباطني في حالات الأورام المسخية الحميدة الناضجة سابقا، حتى في الورم المسخي الجنيني الشكل والجنين داخل الجنين. كما تم العثور على سرطانة الخلايا الحرشفية في الورم المسخي الكيسي الناضج في وقت الجراحة الأولية.
الورم المسخي من الدرجة الأولى غير الناضج الذي يبدو كورم حميد (بسبب عدم ارتفاع مستوى ألفا فيتو بروتين على سبيل المثال) ينطوي على نسبة كبيرة من خطر التحول لورم خبيث، ويتطلب متابعة كافية. وقد يكون من الصعب تشخيص هذا النوع من الورم المسخي بشكل صحيح. ويمكن الخلط بينه وبين الأورام الصغيرة الأخرى المستديرة، مثل ورم الخلايا البدائية العصبية، وسرطان الخلايا الصغيرة من نوع فرط كالسيوم الدم، والورم الأديمي العصبي الظاهري البدائي، وورم ويلمز، وورم الخلايا المستديرة الصغيرة الصلب، واللمفوما اللاهودجكينية.
الورم المسخي ذو التحول الخبيث هو شكل نادر جدا من الأورام المسخية التي قد تحتوي على عناصر من الأورام الخبيثة الجسدية (غير الجنسية) مثل اللوكيميا والسرطان أو الساركوما. ومن بين 641 طفلا مصابا بورم مسخي نقي، يصاب تسعة بالورم المسخي ذو التحول الخبيث: خمسة سرطانات، واثنين ورم دبقي، واثنين سرطانة جنينية (وتصنف هذه الأخيرة بين أورام الخلايا الجرثومية).

#### الورم البطاني العصبي خارج النخاع
وعادة ما يكون الورم البطاني العصبي خارج النخاع ورم دبقي (وهو نوع ورم الخلايا غير الجرثومية)، وقد يكون شكل غير طبيعي من ورم مسخي ناضج.

## العلاج

### الجراحة
العلاج الأمثل هو الاستئصال الجراحي الكامل. وعادة ما يكون الورم المسخي مغلف جيدا وغير غازي للأنسجة المحيطة به، وبالتالي من السهل نسبيا استئصاله من الأنسجة المحيطة به. وتشمل الاستثناءات الورم المسخي في الدماغ، والورم المسخي الكبير جدا والمعقد الذي يدفع العضلات المجاورة له وغيرها من الهياكل ويصبح متداخل معها.
ولا تتطلب الوقاية من تكرار رجوع الورم إلى استئصال كتلة من الأنسجة المحيطة بها.

### العلاج الكيميائي
وعادة ما تُتبع الجراحة بالعلاج الكيميائي في حالات التراتومة الخبيثة.
وفي بعض الأحيان، يتم التعامل مع التراتومة الموجودة في المناطق التي يصعب الوصول إليها جراحيا، أو المعقدة جدا، أو التي من المحتمل أن تكون خبيثة (بسبب الاكتشاف أو العلاج المتأخر) بالعلاج الكيميائي أولا.

### المتابعة
على الرغم من وصفه في كثير من الأحيان بأنه ورم حميد، إلا أن الورم المسخي لديه إمكانية أن يصبح ورم خبيث. وفي دراسة ما في المملكة المتحدة من 351 رضيع وطفل صغير تم تشخيصهم بالورم المسخي «الحميد»، ذكرت أن 227 حالة حدث لها تحول سرطاني. وبعد خمس سنوات من الجراحة، كانت نسبة البقاء على قيد الحياة الخالية من المرض لل227 حالة 92.2٪، وكان البقاء على قيد الحياة عموما 99٪ لهم. وأبلغت دراسة مماثلة في إيطاليا عن 183 رضيع وطفل تم تشخيصهم بالورم المسخي. وبعد 10 سنوات من الجراحة، كانت نسبة البقاء على قيد الحياة الخالية من المرض ونسبة البقاء بشكل عام 90.4٪ و98٪ على التوالي.
واعتمادا على الأنسجة التي تحتوي عليها، قد يفرز الورم المسخي مجموعة متنوعة من المواد الكيميائية بآثار نظامية. وتفرز بعض الأورام المسخية «هرمون الحمل» موجهة الغدد التناسلية المشيمائية (βhCG)، والذي يمكن استخدامه في الممارسة السريرية لرصد نجاح العلاج أو الانتكاس في المرضى الذين يعانون من ورم مسخي يفرز هذا الهرمون. ولا ينصح بهذا الهرمون كعلامة تشخيصية، لأن معظم الأورام المسخية لا تفرزه. كما يفرز بعضها هرمون الغدة الدرقية، الذي قد يصل في بعض الحالات لدرجة أنه يمكن أن يؤدي إلى فرط نشاط الغدة الدرقية السريرية في المريض. ومما يثير القلق بشكل خاص، إفراز ألفا فيتو بروتين، والذي يمكن أن يستخدم في بعض الظروف كعلامة تشخيصية محدِدة لوجود خلايا الكيس المحي داخل الورم المسخي. ويمكن أن تتطور هذه الخلايا إلى ورم خبيث يعرف باسم ورم الكيس المحي أو ورم جيب الأديم الباطن.
وتتطلب المتابعة الكافية مراقبة دقيقة تشمل الفحص البدني المتكرر، والمسح الضوئي (الموجات فوق الصوتية، أو التصوير بالرنين المغناطيسي، أو التصوير المقطعي)، وقياس ألفا فيتو بروتين (AFP) و/أو موجهة الغدد التناسلية المشيمائية (βhCG).

## وبائيات
كثيرا ما تحدث الأورام المسخية الجنينية في المنطقة العجزية العصعصية، والورم المسخي العجزي العصعصي هو واحد من أكثر الأورام شيوعا التي توجد في البشر حديثي الولادة.
ووجد حوالي 50٪ من الأورام المسخية الموجودة على درز الجمجمة في أو بالقرب من محجر العين.
يصنف الورم المسخي كمرض نادر، ولكنه ليس نادر للغاية. فقد يتم تشخيص الورم المسخي العجزي العصعصي وحده عند الولادة في واحد من أصل 40,000 إنسان. وبالنظر إلى السكان الحاليين ومعدل المواليد، فإن هذا يعادل خمسة حالات في اليوم أو 1800 في السنة. ويُضاف إلى هذا العدد الأورام المسخية العجزية العصعصية التي تُشخَص في وقت متأخر في الحياة، والأورام المسخية في أماكن أخرى، وتقترب نسبة الحدوث من عشرة آلاف تشخيص جديد في السنة.

## الأبحاث
في ضوء القضايا الأخلاقية المحيطة بمصدر الخلايا الجذعية البشرية، ينظر إلى الأورام المسخية باعتبارها مصدرا بديلا للبحوث؛ لأنها تفتقر إلى القدرة على النمو إلى إنسان وظيفي.

## علم المصطلحات
كما هو الحال في علم الأورام (دراسة الأورام الخبيثة وحميدة)، تتطور تسميات هذه الأورام باستمرار على أساس التوافق في الآراء العلمية في تصنيف الأورام (الذي يقوم على الأصول الجنينية المشتركة، والخصائص المرضية الإكلينيكية، وما إلى ذلك). ومع تقدم العلوم، تزداد القدرة على فهم كيف يمكن للمرء أن يفرق الأورام التي كانت تبدو متشابهة، مثل التطور المستمر للمعرفة العلمية لعلامات الورم، وعلم الجينوم، والبروتيوميات. وتشمل بعض المصطلحات التي ترادف ورم مسخي: ورم جنيني (بالإنجليزية: dysembryoma)، ورم أرومي مسخي (بالإنجليزية: teratoblastoma)، ورم عضوي الشكل (بالإنجليزية: organoid tumor)، ورم مسخي الشكل (بالإنجليزية: teratoid tumor).
وقد استخدمت كلمتا «ورم مسخي» و «مسخي ناضج» للإشارة إلى النمو الحميد، في حين أن كلمة «ورم مسخي» قد تشير أيضا إلى «مسخي غير ناضج»، وهو نمو سرطاني. تجنب سوء الفهم الناجم عن مثل هذا التعدد الدلالي هو جزء من سبب تغير تسمية الورم على مدى عقود. تغيير التسميات هو أمر طوعي، يستند إلى علماء يوافقون أو يناقشون الأدبيات المتعلقة بما يمكن تسميته لكيانات معينة من الأورام (أنواع الأورام).
وقد استخدم مصطلح «ورم مسخي خبيث» أحيانا كمرادف لورم الخلايا الجرثومية غير المنوية.

## حيوانات أخرى
وقد تم الإبلاغ عن تراتومة المبيض في الفرس، وأسود الجبل، وفي الكلاب. وقد تحدث التراتومة أيضا في فصائل أخرى، ولكن نادرا.

## معرض الصُور

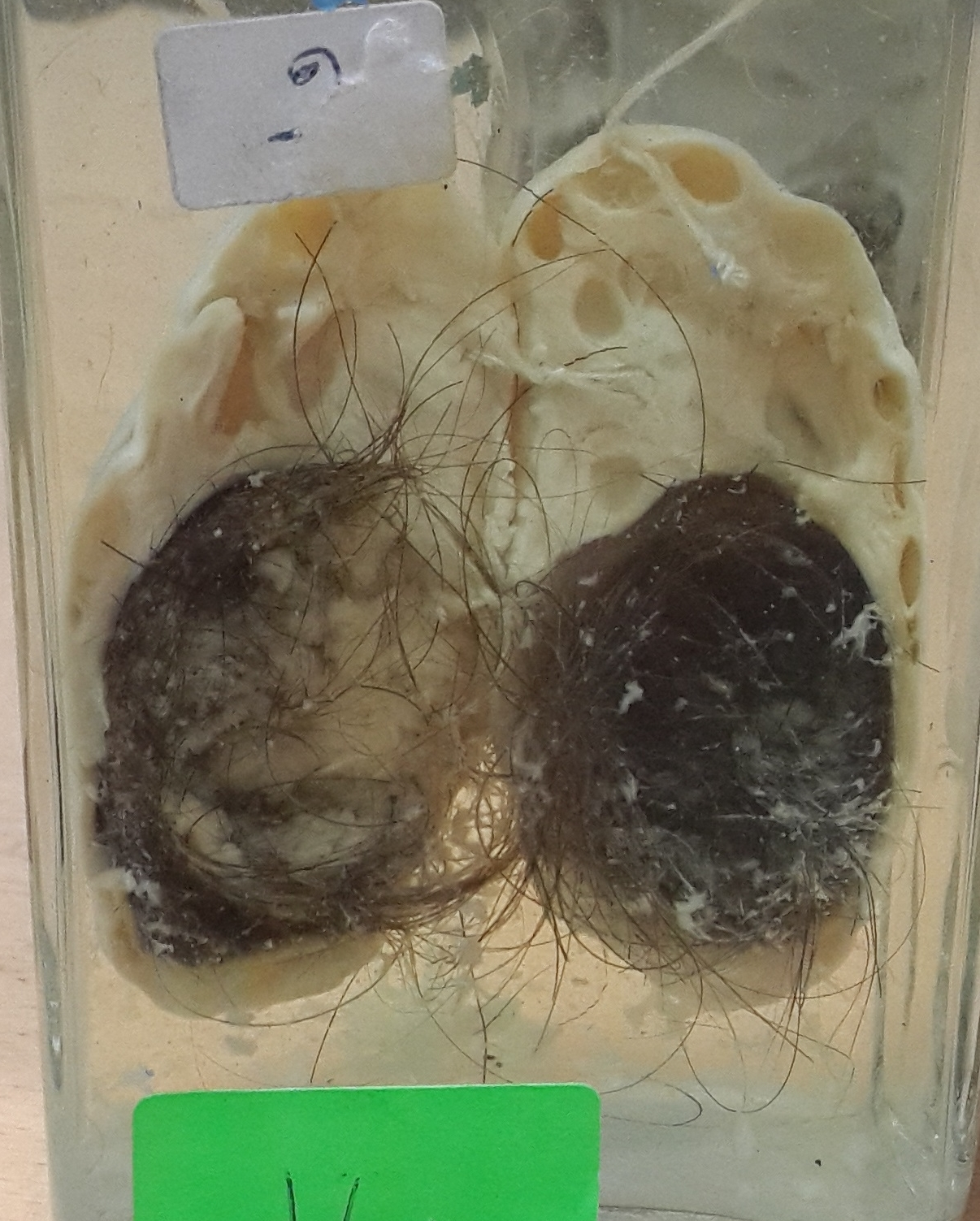
ورم مسخي للمبيض